# Taufbecken Maxent (Ille-et-Vilaine)

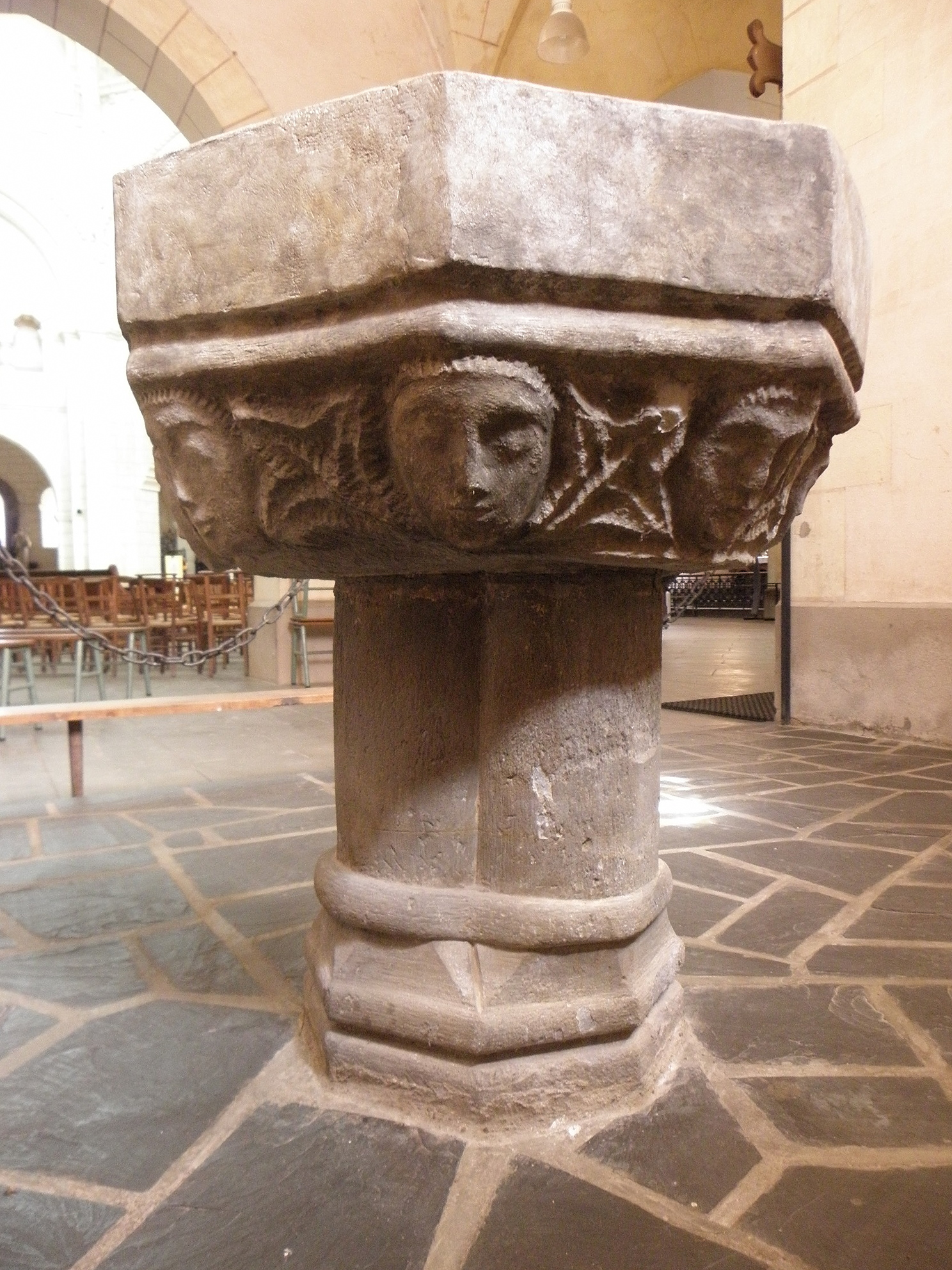
Taufbecken in Maxent

Das Taufbecken in der katholischen Kirche St-Maxent in Maxent, einer französischen Gemeinde im Département Ille-et-Vilaine in der Region Bretagne, wurde im 15. Jahrhundert geschaffen. Im Jahr 1919 wurde das gotische Taufbecken als Monument historique in die Liste der geschützten Objekte (Base Palissy) in Frankreich aufgenommen.
Das achteckige Taufbecken aus Granit steht auf einem Sockel mit vier eingestellten Säulen. An jeder Ecke des Beckens sind ein menschlicher Kopf und dazwischen pflanzliche Motive dargestellt.